# Carl Gustav von Löwenhaupt
Carl Gustav von Löwenhaupt (schwedisch Carl Gustaf Lewenhaupt, greve till Falkenstein, friherre till Reipoltskirchen; * 17. Mai 1662; † 25. März 1703 in Hamburg) war kursächsischer Generalkriegskommissar, königlich-polnischer und kursächsischer Geheimer Rat und General der Infanterie aus der schwedischen Grafenfamilie Lewenhaupt.

## Herkunft
Graf Löwenhaupt war ein Sohn des Feldmarschalls Carl Mauritz Lewenhaupt (1620–1666) und dessen zweiter Ehefrau Anna Maria, geb. Cruus von Edeby (1642–1716).

## Leben
Carl Gustav von Löwenhaupt heiratete 1689 die Gräfin Amalie Wilhelmine von Königsmarck aus dem Geschlecht derer von Königsmarck. Er immatrikulierte 1672 in Upsala, ging aber dann in das Regiment Carl Königsmark, das in französischen Sold stand. 1689 nahm er seinen Abschied und ging 1690 in hannoverische Dienste. Dort erhielt er als Oberst 1692 ein neu geworbenes Regiment in Celle.
1694 verschwand in Hannover, die der Königsmarck-Affäre sein Schwager Philipp Christoph von Königsmarck.
In deren Folge ging seine Schwägerin Aurora von Königsmarck nach Dresden, um mit Hilfe Augusts des Starken ihren Bruder zu retten. Sie wurde dessen Mätresse und vermittelte, dass Carl Gustav von Löwenhaupt an den kursächsischen Hof kam. Zur gleichen Zeit zog die schwedische Reduktionskammer unter Karl XI. die Krongüter ein, was diesen sein Vermögen kostete. Er wurde zunächst sächsischer Kammerherr und kam dann als Oberst zur sächsischen Armee. Löwenhaupt wurde bald darauf Generalmajor und wurde Kommandeur des Kürassier-Regiments „Schackman“, anschließend kam er in gleicher Stellung zum Kürassier-Regiments „Schöning“. Er kämpfte in Ungarn und 1697 auch in Polen. Er war als Gesandter 1696 in Stockholm und London, 1697 in Hannover. Am 11. Oktober 1696 wurde er zum Geheimen Rat und am 3. Februar 1699 zum Generalleutnant ernannt, dazu erhielt er am 22. März 1699 die Musketier-Garde. Als aber 1700 der Nordische Krieg gegen die Schweden begann, wurde seine Loyalität in Frage gestellt. Er blieb am Hof und wurde am 18. August 1701 zum General der Infanterie befördert. Er bat um seinen Abschied, stattdessen erhielt er am 22. Dezember 1701 das Verbot Sachsen zu verlassen, aber auch die Zusage nicht gegen die Schweden kämpfen zu müssen. Dennoch bekam er 1702 seinen Abschied.
Mehrere Versuche der Familie sich mit dem schwedischen König Karl XII. auszusöhnen schlugen fehl. Löwenhaupt starb nach einem vergeblichen Treffen mit dem König in Hamburg. Seine Frau kehrte aber dann nach Schweden zurück.

## Familie
Ihr gemeinsamer Sohn Karl Emil (1691–1743) war Oberkommandierender der schwedischen Armee im Krieg gegen Finnland und büßte seine militärische Niederlage 1743 auf dem Schafott. Friedrich (1696–1770) heiratete Maria Cäcilia Dorothea von Maltzan († 19. April 1767). Die Tochter Ulrika Augusta (1691–1735) heiratete den Oberst Jakob Axel Staël von Holstein (1680–1730).